# Cofradía de la Samaritana (Elche)
La Cofradía de la Conversión de la Mujer Samaritana por nuestro Señor, conocida simplemente como Cofradía de la Samaritana o popularmente como Pas dels Carnissers (Paso de los Carniceros) es una cofradía ilicitana.

## Historia
Fue fundada el 5 de marzo de 1864 con el nombre de la Asociación del paso del Señor y la Samaritana y su primer clavario fue Manuel Sánchez Rojas y Cano. Las primeras imágenes fueron obra de Francisco Pérez Figueroa, escultor valenciano y tuvieron un coste de 2800 reales de vellón. El mismo año que fueron realizadas las imágenes, procesionaron el Lunes Santo desde la iglesia de la Merced y el Viernes Santo en la procesión general.
A causa de la guerra civil española, desaparecieron la práctica totalidad de los efectos e imágenes. El canónico Lorenzo Torres se encargó de organizar la cofradía con la ayuda de Pascual Sansano que subvencionó las nuevas imágenes y los instrumentos para una banda de cornetas y tambores.
Durante un periodo de tiempo perteneció a la Cofradía de la Negación de San Pedro y, en 1966, la entregaron a la Cooperativa de Carniceros gracias a las gestiones realizadas por Joaquín Sánchez. La Cooperativa logró aumentar el número de penitentes a cuarenta, siendo anteriormente tan solo tres. En la actualidad, dicha Cooperativa ostenta la presidencia de honor de la cofradía.
El Domingo de Ramos de 1967 salió en procesión desde la parroquia de San Juan Bautista, participando también en la procesión general del Viernes Santo. Por aquel entonces el trono procesionaba sobre ruedas.
En 1991, la Cooperativa hace frente a un periodo de renovación respaldado por Francisco López y Manuel Pámies con la intención de darle un nuevo estímulo a la Cofradía. Tras dos años de trabajo, desfila el Domingo de Ramos de 1993 con un nuevo trono llevado por ochenta mujeres. En esta nueva etapa se firmaron nuevos estatutos y su primer hermano mayor fue Juan Antonio Suárez Esclapez.
En 1995, comenzó a desfilar junto a su propia banda de cornetas y tambores. No obstante, ese año sólo procesionaron con tambores, siendo en 1996 cuando se introduciría la sección de cornetas.
En 2000 se aprobaron nuevos estatutos y en 2002 se inscribió en el Registro de entidades religiosas del Ministerio de Justicia.
En la Semana Santa de 2003, procesionaron por primera vez con mantillas, siendo al principio un grupo formado por excostaleras y familiares de los cofrades.

## Representación
Las imágenes representan el momento de la conversión de la mujer samaritana por Jesús en el pozo de Jacob, hecho recogido en los evangelios.

## Iconografía
El autor de las imágenes es José Sánchez Lozano, realizadas en el año 1945 en madera policromada y restauradas en 1997 por el escultor Ramón Cuenca. El grupo lo forman dos imágenes: Jesús sentado y una mujer samaritana de pie.
Las vestimentas de las imágenes, de terciopelo con bordados en canutillo de oro y pedrería, fueron realizadas por Francisco Mora en 1988. Aún se conservan los antiguos trajes de 1945 que eran similares en cuanto a material y apariencia. La Samaritana procesiona desde 1997 con el pelo al descubierto.
El trono es obra del orfebre Juan Angulo de Lucena. Realizado en madera de pino sueco de color caoba con incrustaciones de metal bañado en plata. Lo rematan cuatro faroles de metal bañado en plata y un pozo de madera. El trono lleva los motivos de las catorce estaciones del vía crucis.